# Alfonso III d'Este
Alfonso III d'Este (Ferrara, 22 ottobre 1591 – Castelnuovo di Garfagnana, 24 maggio 1644) è stato duca di Modena e Reggio dal 1628 al 1629. Nel 1629 divenne frate cappuccino  col nome di Giovan Battista da Modena.

## Biografia

### Giovinezza
Figlio di Cesare d'Este e di Virginia de' Medici,era di carattere acceso ed impulsivo, partecipò alla guerra contro Lucca del 1613 ed ebbe un ruolo di primo piano nella contesa tra la famiglia ducale e quella dei Pepoli, che culminò con l'assassinio del conte Ercole Pepoli a Ferrara nel 1617.

### Matrimonio
Sposò a Torino il 22 febbraio 1608 Isabella di Savoia, figlia del duca Carlo Emanuele I, che amò sinceramente, tanto che alla sua morte per parto (ben il quattordicesimo) nel 1626 meditò di prendere i voti.

### Ascesa e abdicazione
L'11 dicembre 1628 morì il padre Cesare ed assunse il governo dello Stato, ma alla fine di luglio del 1629 dalla rocca di Sassuolo annunciò la sua abdicazione a favore del figlio Francesco. L'8 settembre a Merano nel Tirolo svestì gli abiti ducali ed indossò il saio dei Cappuccini col nome di fra' Giambattista da Modena.

### Carriera ecclesiastica
Fu predicatore e missionario e in occasione della peste del 1630-31 svolse con coraggio l'opera di conforto ai moribondi. Nell'ottobre 1632 ritornò a Modena, ma le sue prediche, contro i costumi della corte e contro gli ebrei, che tentava di convertire obbligandoli ad ascoltare i suoi sermoni, accesero gli animi in città e la sua presenza divenne "ingombrante".

### Ultimi anni e morte
Si ritirò quindi in un convento a Castelnuovo di Garfagnana, fatto erigere a spese del duca figlio, dove morì il 24 maggio 1644.

## Discendenza
Dall'unione tra Alfonso e Isabella nacquero quattordici figli, alcuni dei quali morti nell'infanza:
1. Cesare (14 agosto 1609-14 ottobre 1613)[1][4];
2. Francesco (1610-1658), futuro duca di Modena e Reggio,[1] che sposò le sorelle Maria Farnese e Vittoria Farnese e Lucrezia Barberini;
3. Obizzo (1611-1644), vescovo di Modena[1];
4. Angela Maria Caterina (2 febbraio 1613-1635),[1] monaca a Madrid dal 1621[5];
5. Cesare (1614-1677)[1];
6. Alessandro (1615);
7. Carlo Alessandro (1616-1679);
8. Rinaldo (1617-1672), cardinale[1];
9. Margherita (1618-1692), sposa di Ferrante III Gonzaga, duca di Guastalla[1];
10. Beatrice Francesca (battezzata 7 novembre 1619[6]-23 gennaio 1622[7]);
11. Beatrice (14-15 febbraio 1622)[8];
12. Filiberto (14 gennaio 1624-di vaiolo, settembre 1645),[1] novizio nell'ordine dei Cappuccini[9];
13. Bonifazio (18 dicembre 1624[10]-poco dopo);
14. Anna Beatrice (1626-1690), sposa di Alessandro II Pico della Mirandola[1].

## Ascendenza
|                     |                           |                                | Genitori                  |  |  | Nonni |  |  | Bisnonni         |  |  | Trisnonni       |  |
|                     |                           |                                |                           |  |  |       |  |  | Alfonso I d'Este |  |  | Ercole I d'Este |  |
|                     |                           |                                |                           |  |  |       |  |  | Alfonso I d'Este |  |  | Ercole I d'Este |  |
|                     |                           | Eleonora d'Aragona             |                           |  |  |       |  |  | Alfonso I d'Este |  |  |                 |  |
| Alfonso d'Este      |                           |                                |                           |  |  |       |  |  | Alfonso I d'Este |  |  |                 |  |
|                     |                           | Laura Dianti                   | Francesco Boccacci Dianti |  |  |       |  |  |                  |  |  |                 |  |
|                     |                           | Laura Dianti                   | Francesco Boccacci Dianti |  |  |       |  |  |                  |  |  |                 |  |
|                     |                           | Laura Dianti                   | …                         |  |  |       |  |  |                  |  |  |                 |  |
| Cesare d'Este       |                           | Laura Dianti                   |                           |  |  |       |  |  |                  |  |  |                 |  |
|                     |                           | Francesco Maria I Della Rovere | Giovanni Della Rovere     |  |  |       |  |  |                  |  |  |                 |  |
|                     |                           | Francesco Maria I Della Rovere | Giovanni Della Rovere     |  |  |       |  |  |                  |  |  |                 |  |
|                     |                           | Francesco Maria I Della Rovere | Giovanna da Montefeltro   |  |  |       |  |  |                  |  |  |                 |  |
| Giulia Della Rovere |                           | Francesco Maria I Della Rovere |                           |  |  |       |  |  |                  |  |  |                 |  |
|                     |                           | Eleonora Gonzaga Della Rovere  | Francesco II Gonzaga      |  |  |       |  |  |                  |  |  |                 |  |
|                     |                           | Eleonora Gonzaga Della Rovere  | Francesco II Gonzaga      |  |  |       |  |  |                  |  |  |                 |  |
|                     |                           | Eleonora Gonzaga Della Rovere  | Isabella d'Este           |  |  |       |  |  |                  |  |  |                 |  |
| Alfonso III d'Este  |                           | Eleonora Gonzaga Della Rovere  |                           |  |  |       |  |  |                  |  |  |                 |  |
|                     | Giovanni dalle Bande Nere | Giovanni il Popolano           |                           |  |  |       |  |  |                  |  |  |                 |  |
|                     | Giovanni dalle Bande Nere | Giovanni il Popolano           |                           |  |  |       |  |  |                  |  |  |                 |  |
|                     | Giovanni dalle Bande Nere | Caterina Sforza                |                           |  |  |       |  |  |                  |  |  |                 |  |
| Cosimo I de' Medici | Giovanni dalle Bande Nere |                                |                           |  |  |       |  |  |                  |  |  |                 |  |
|                     |                           | Maria Salviati                 | Jacopo Salviati           |  |  |       |  |  |                  |  |  |                 |  |
|                     |                           | Maria Salviati                 | Jacopo Salviati           |  |  |       |  |  |                  |  |  |                 |  |
|                     |                           | Maria Salviati                 | Lucrezia de' Medici       |  |  |       |  |  |                  |  |  |                 |  |
| Virginia de' Medici |                           | Maria Salviati                 |                           |  |  |       |  |  |                  |  |  |                 |  |
|                     |                           | Antonio Martelli               | Domenico Martelli         |  |  |       |  |  |                  |  |  |                 |  |
|                     |                           | Antonio Martelli               | Domenico Martelli         |  |  |       |  |  |                  |  |  |                 |  |
|                     |                           | Antonio Martelli               | Fioretta Pitti            |  |  |       |  |  |                  |  |  |                 |  |
| Camilla Martelli    |                           | Antonio Martelli               |                           |  |  |       |  |  |                  |  |  |                 |  |
|                     |                           | Fiammetta Soderini             | Niccolò Soderini          |  |  |       |  |  |                  |  |  |                 |  |
|                     |                           | Fiammetta Soderini             | Niccolò Soderini          |  |  |       |  |  |                  |  |  |                 |  |
|                     |                           | Fiammetta Soderini             | Maddalena Ricasoli        |  |  |       |  |  |                  |  |  |                 |  |
|                     |                           | Fiammetta Soderini             |                           |  |  |       |  |  |                  |  |  |                 |  |